# Stadsbrand van Goor
De stadsbrand van 1647 is een van de ernstigste stadsbranden die de Overijsselse stad Goor in haar geschiedenis heeft getroffen. 
Volgens een aantekening in het stadsarchief ontstond op 3 mei 1647 om drie uur 's middags brand in het laatste huis aan de Wijnkamp op de hoek met de Grotestraat. Goor bestond in die tijd bijna volledig uit houten huizen met strooien daken. Het vuur greep razendsnel om zich heen. Ongeveer 20% van het aantal huizen, voornamelijk aan het Grotestraat en het Schild brandde af.
Ook het stadhuis, dat aan het Schild stond, ging

sambt alle charters en papieren, exempt in de ijseren kiste ... 

verloren.
Dit verlies van het overgrote deel van het toenmalige stadsarchief heeft tot onvermijdelijk gevolg dat er uit de periode van voor 1647 maar zeer beperkt bronnenmateriaal over de geschiedenis van Goor bewaard is gebleven. 

## Voetnoten
1. 1 2 3  J. ten Hove, M.J.A. Koster, blz. 25

## Externe bron
- Beschrijving van de stadsbrand in Goor